# حنفي أكبر
حنفي أكبر (بالإنجليزية: Hanafi Akbar)‏ هو لاعب كرة قدم سنغافوري في مركز الهجوم، ولد في 7 فبراير 1995 في سنغافورة. لعب مع باليستيير خالسا.

## وصلات خارجية
- حنفي أكبر على موقع قاعدة بيانات كرة القدم.إي يو (الإنجليزية)
- حنفي أكبر على موقع Soccerway.com (الإنجليزية)
- حنفي أكبر على موقع أوليمبيديا (الإنجليزية)